# Nordycki Ruch Oporu
Nordycki ruch oporu (szw. Nordiska motståndsrörelsen; NMR, fin. Pohjoismainen vastarintaliike; PVL, nor. Nordiske motstandsbevegelsen; NMB) — północnoeuropejska neonazistowska organizacja i szwedzka partia, która stawia sobie za cel stworzenie przez rewolucję północnoeuropejskiej republiki socjalizmu narodowego składający ze Szwecji, Finlandii, Norwegii, Danii, Islandii i może również krajów bałtyckich, 15 czerwca 2024 roku uznany przez departament stanu USA za organizację terrorystyczną
W tej chwili, Nordycki Ruch Oporu obejmuje Szwedzki ruch oporu (Svenska motståndsrörelsen), Fiński Ruch Oporu (Suomen vastarintaliike), Norweski Ruch Oporu (Den norske motstandsbevegelsen) i Duński Ruch Oporu (Den Danske Modstandsbevægelse). 25 marca, na radiu "Nordfront" była omówiona możliwość pojawienia się islandzkiego skrzydła organizacji.
Jest zbudowana według wyraźnej hierarchii i opiera się na rygorystycznej dyscyplinie. Założyciel organizacji Klas Lund, znany jest również z tego, że stał na czele Vitt Ariskt Motstånd (Biały Aryjski Opór)
Liderem organizacji jest Simon Lindberg pod którym rada zarządzania, która obejmuje: Emil Hagberg (międzynarodowy przedstawiciel i koordynator szefów komórek regionalnych), Fredrik Vejdeland (marketing polityczny i redaktor online gazety Nordfront) i Pär Öberg (lider partii politycznej utworzonej w obrębie organizacji).